# Ecce Homo (Moroni)
Ecce Homo  è un dipinto a olio su tela realizzato da Giovan Battista Moroni e conservato presso il Museo Adriano Bernareggi in Via Pignolo a Bergamo, e proveniente dal cattedrale di Sant'Alessandro.

## Storia
Il dipinto che era esposto nel museo Bernareggi di Bergamo, è simile a quello conservato in collezione privata di misure leggermente inferiori, e probabilmente di commissione devozionale. Il quadro è citato per la prima volta nel 1760 nell'elenco dei dipinti conservati nella sagrestia del duomo, quindi di proprietà del vescovado. 
(Paganoni 1991)
Il dipinto fu quindi sempre conservato nella sagrestia della basilica per esser poi esposto al pubblico nella pinacoteca del museo diocesano. I locali del museo hanno avuto una nuova destinazione, diventando parte dell'università cittadina e i dipinti sono stati collocati in altre strutture.

## Descrizione
La tela di piccole dimensioni, presenta nei colori dello sfondo, le caratteristiche tipiche dell'artista albinese con i colori che sfumano dal nero al grigio, presenti in molte sue opere come il ritratto: L'avvocato. I ritratti, per il Moroni, doveva essere illuminati dall'immagine stessa, questa doveva essere protagonista. 
Secondo la studiosa Mina Gregori il dipinto conservato in collezione privata è antecedente, eseguito probabilmente nel decennio precedente, intorno al 1560.  Dallo studio della Gregori la pittura manifesterebbe la maturità dell'artista nelle piccole varianti dell'espressione che è molto più intensa, umana: 
(Mina Gregori 1979)
La raffigurazione di Cristo riempie la piccola tavola. L'uomo è avvolto in un mantello rosso cangiante trattenuto da una corda legata sul collo. Ha le mani legate che reggono un fuscello di legno, come fosse uno scettro regale. Il capo è ornato dalla corona di spine. La fronte presenta il sanguinamento. Cristo ha il capo è leggermente inclinato a sinistra, e volge lo sguardo verso il basso, mentre tutto il dorso, e le braccia presentano i segni della flagellazione. È il Cristo presentato alla sua gente, il re, umiliato e deriso, da porre sulla croce.